# 福吉真璃奈
福吉 真璃奈（ふくよし まりな、1995年9月8日 - ）は、日本のファッションモデル、女優、タレント。
T-TRIBE ENTERTAINMENTに約6年所属。2019年8月からフリーランスで活動。

## 経歴
中学校1年生から芸能活動をスタート。2013年9月東京ランウェイ・神戸コレクション開催の「ワンライフモデルオーディション2013」で、3,000人の中から選ばれてグランプリを受賞した。
2013年11月〜2015年3月まで情報バラエティ番組『ハピくるっ!』（関西テレビ）「トレン女通信」のコーナーにリポーターとして出演、2014年1月より女優として連続ドラマデビュー、またTVCM等広告や雑誌モデルとして出演し、タレント・女優・モデルとして活動中。
元「サンミニ」メンバーの久松かおりは中学時代からの親友。

## 出演

### 受賞歴
- ワンライフモデルオーディション　グランプリ（2013年）

### テレビドラマ
- アリスの棘（2014年4月-6月、TBS） - 樋口杏奈 役
- 黒服物語（2014年10月-12月、テレビ朝日） - ミチル 役
- 2夜連続スペシャルドラマ レッドクロス〜女たちの赤紙〜（2015年8月1日・2日、TBS） - 松本千代 役
- コウノドリ（2015年10月-12月、TBS） -  森岡奈緒美 役
- せいせいするほど、愛してる（2016年7月-9月、TBS） - 福 真理 役

### 広告
- ダイドードリンコ「贅沢紅茶」[4]
- 武田薬品「ボラギノールA軟膏〜女子大生篇〜」
- 日本トリム
- 藍野大学
- ネイチャーラボ「スベルティ〜ブラックジンジャー〜」[5] CM（2015年）
- オフテクス「cleadew」[6]（2016年）
- 資生堂「TSUBAKI〜10周年舞い上がる椿篇〜」CM（2016年）
- ユニバーサル・スタジオ・ジャパン「『ウィザーディング・ワールド・オブ・ハリー・ポッター』のハロウィーン」[7] CM（2016年）
- イクスピアリ「IKSPIARI STYLE」2017 SPRING（2017年）
- カタログ通販「ベルーナ～うきうきガウチョ篇〜」CM（2017年）
- 三越「京呉服均一会」（2017年）
- tsumug 次世代型Connected Lock 「TiNK」（2018年）
- FLOWFUSHI「SAISEI SHEET MASK」（2018年）
- ネイチャーラボ「LAVONS(ラボン)」（2018年）
- 大塚製薬「ボディメンテ」～ZEN’s Mass Parkour Performance～篇（2018年）
- かならぼ「Fujiko眉ティント」“本気にさせる女になる～もういちど～編”（2018年）

### 雑誌
- MAQUIA（集英社）マキアビューティズレギュラー出演中（2017年8月～）
- 横浜湘南Wedding（主婦と生活社）
- Wedding Navi（主婦と生活社）
- Hotel Wedding（主婦と生活社）
  - Hotel Wedding WEST（主婦と生活社）
- 振袖美人（ハースト婦人画報社）
- 美しいキモノ（ハースト婦人画報社）
- Kimono Walker（角川マガジンズ）
- FRESHERS MAGAZINE（マイナビ）
- CanCam（小学館）
- Gainer（光文社）

### ウェディング
- カサ・デ・アンジュラ馬車道（2016年）
- 伊勢山皇大神宮（2016年）
- ホテル青森（2016年）
- ホテルニューオータニ（2017年）
- スイスホテル南海大阪（2017年）
- カサ・デ・アンジュラ青山（2017年）

### ワイドショー
- ハピくるっ! （2013年11月-2015年3月、関西テレビ） - 「トレン女通信」レギュラー出演

### 情報番組
- タビノイロ。（2014年6月・9月、フジテレビ）

### ランウェイ
- 東京ガールズコレクション：2014SS、2014AW、2014福島、2015SS
- 東京ランウェイ：2014SS、2014AW
- 神戸コレクション：2014SS、2014AW
- YUMI KATSURA 2014 GRAND COLLECTION

### カタログ等
- セシール
  - レディース　セシール
  - イマージュ
- ベルメゾン
- ニッセン
- しまむら
- ナチュラルビューティーベーシック
- オンワード樫山
- GINGER mirror
- LADYMADE
- A-CRUS
- BON MAX
- nouvo
- Jack&Betty